# Wahdat
Wahdat (tadż. Ваҳдат, do 1936 Jangi-bazar, 1936–1992 Ordżonikidzeabad, 1992–2003 Kofarnihon) – miasto w Tadżykistanie (wilajet Administrowany Centralnie), niedaleko Duszanbe; 42 tys. mieszkańców (2006). Przez miasto przepływa rzeka Kofarnihon.
Nazwa Wahdat pochodzi od perskiego słowa oznaczającego jedność, natomiast dawna nazwa Kafirnahan (کافرنهان) oznacza miejsce, gdzie chowają się niewierni.